# الحسن يوسف
الحسن يوسف (بالإنجليزية: Alhassan Yusuf)‏ هو لاعب كرة قدم نيجيري في مركز الوسط، ولد في 18 يوليو 2000 في كانو في نيجيريا. لعب مع نادي غوتبورغ.

## وصلات خارجية
- الحسن يوسف على موقع الاتحاد الأوربي (الإنجليزية)
- الحسن يوسف على موقع اتحاد السويد (السويدية)
- الحسن يوسف على موقع الدوري الأمريكي (الإنجليزية)
- الحسن يوسف على موقع قاعدة بيانات كرة القدم.إي يو (الإنجليزية)
- الحسن يوسف على موقع ناشيونال فوتبول تيمز (الإنجليزية)
- الحسن يوسف على موقع Soccerbase.com (لاعب) (الإنجليزية)
- الحسن يوسف على موقع Soccerway.com (الإنجليزية)
- الحسن يوسف على موقع عالم كرة القدم.نت (الإنجليزية)